# Tunda

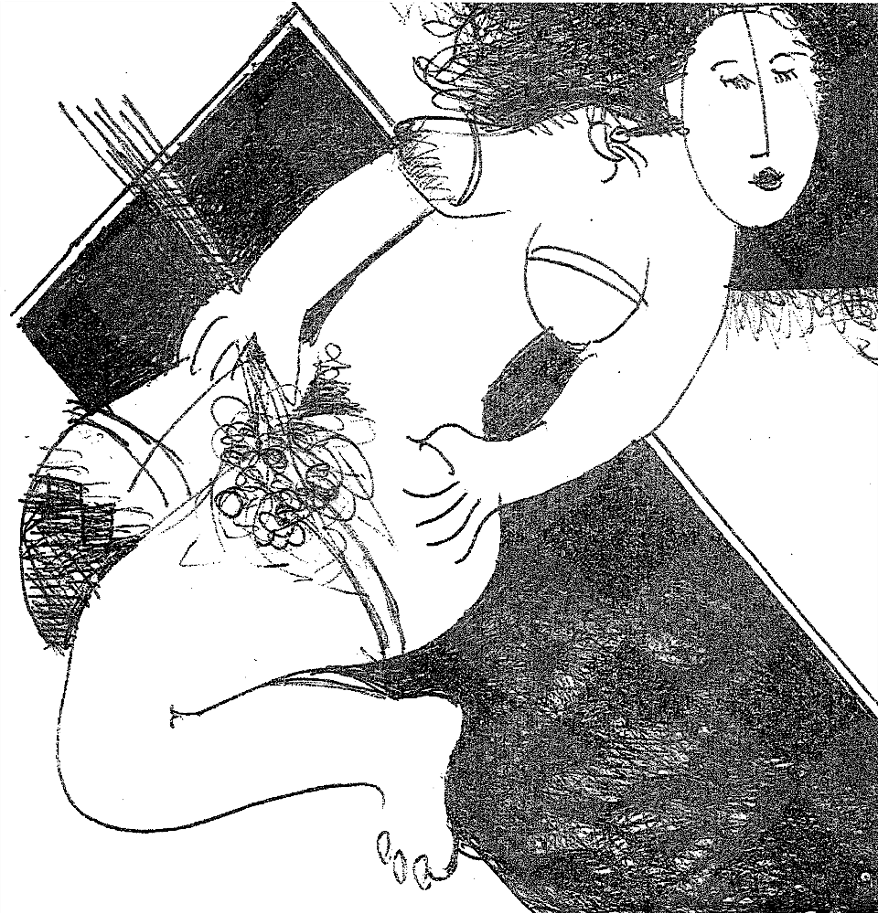
La Tunda

La Tunda es una leyenda en la mitología de Esmeraldas en Ecuador y en el folclore de Colombia, especialmente entre la comunidad afrodescendiente, aunque existe sincretismo con las deidades del resto de culturas. Era descrita como una mujer monstruo con similitudes con un vampiro que atrae a las personas hacia los bosques y los retiene cautivos allí.

## Etimología
Se cree que la palabra Tunda viene de la cultura Capaya o también conocida como Chachi para quienes las Thundas son los espíritus. En idioma capaya "thu" significa monte o cosa digna de admirar. La letra "n" es un genitivo, muestra posesión y "da" significa haber o tener. De esta manera Thunda significaría el espíritu que hay en el monte, lo que tendría completa relación con la cosmovisión ecuatoriana que tenía dentro del mundo terrenal una división tripartita entre el monte, el río y el mar como los lugares principales en los que se dividía el territorio ancestral y también donde vivían las visiones, personajes fantásticos, personas fallecidas, etc. Otra conjetura apunta a que el río Esmeraldas según cronistas era conocido como Tonda, igualmente en idioma cayapa ya que "to" significa tierra, "n" genitivo y "da" frío, lo que describiría como el Río esmeraldas asciende hasta los andes en lugares fríos.

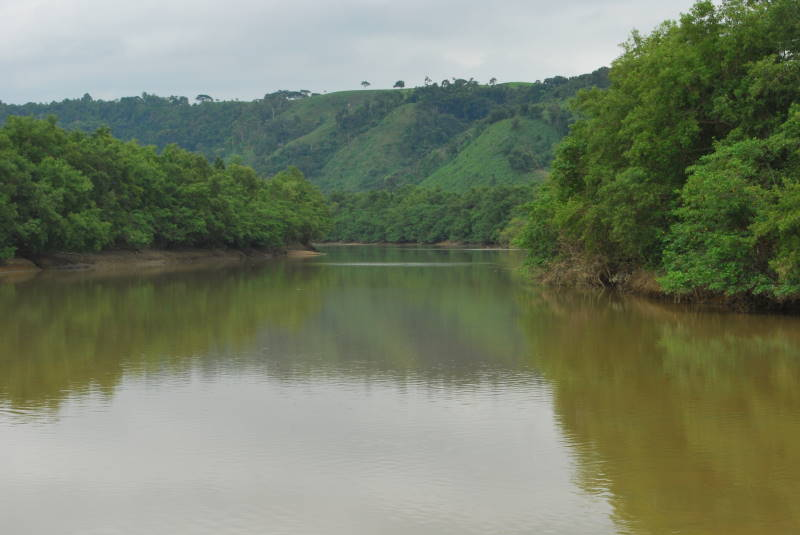
Río Verde, Esmeraldas

Sin embargo la riqueza etimológica de la palabra Tunda no termina ahí puesto que en los andes Tunda se refiere a una caña o carrizo, parecido a un bambú con la que se construyen flautas que se usan en ceremonias mortuorias y tenían como objetivo alejar a los malos espíritus del más allá. Esto también se encuentra presente en culturas de Colombia como los Quimbayas quienes usaban estas cañas como flautas de pan con el objetivo de ahuyentar espíritus malignos. En la cultura afroecuatoriana la Tunda es un espíritu que habita el monte. Esto se pudo haber difundido a los andes en Latacunga donde se desarrollaría a través de la fiesta de la Mama Negra. La teoría que apoya este origen se basa en la migración del siglo XIX de afroecuatorianos para trabajar en las minas de Sigchos. Después de lograr su libertad para celebrarlo empezaron a organizar esta fiesta, siendo la Tunda una de sus principales deidades de la cosmovisión afroecuatoriana.

## Descripción
Según los varios estudios antropológicos que se han hecho de la Tunda, ha sido descrita, según el testimonio oral de la siguiente forma:

La Tunda lo que quiere es llevárselo a uno. (Pregunto si solo a los hombres). No pues, a los hombres (Pregunto si no ocurre a las mujeres). No pues, hay... si hay tundos machos también que llevan a las hembras, a las mujeres hembras. Y la Tunda hembra les lleva pues a los hombres machos. Lo mismo tiene, es una pata de gente y otra de molino. Y vestido igual como gente normal. Así andan esos diablos. Sí, diablos mismo son.
Paloma Fernández - Afrodescendencia en el Ecuador

### Relación con otros dioses
De origen africano inicialmente, tuvo un sincretismo con las deidades locales, en especial Umiña, que era la diosa de los Manteños relacionada con la salud. Umiña, la Viuda y la Tunda parecen una sola deidad, primero conocida como protectora de cosechas y luego transformada en demonio femenino. En el estudio "Cultura negra y espiritualidad el caso de Esmeraldas, Ecuador" hecho por Claudio Zendrón se afirmó que "Umiña, la Viuda y la Tunda parecen una sola deidad, primero conocida como protectora de cosechas y luego transformada en demonio femenino." En esta cita la viuda hace referencia a "La viuda del Tamarindo" que es una bella mujer vestida de negro, que camina rápidamente y sale de improviso delante de algún nocturno parrandero.
Esta relación se establece a través de la interpretación de la Tunda como la antigua Diosa de la Fertilidad de Esmeraldas, que muchas veces es descrito como un demonio femenino de origen mixto, indio y africano. Esto se debe a que la Tunda tiene muchas caras y adopta distintas formas según los casos. A pesar de que su mala fama deviene de raptar niños, y para ello se disfraza de muchas maneras, ya sea como una tranquila señora, normal y corriente, pero con el pie derecho en forma de molinillo; otras veces se presenta como el demonio cristiano medioeval europeo del macho cabrío.
Se cree además que le gustan los camarones y los cocina en el interior de su cuerpo. Con esto da de comer a los niños raptados. Esto es lo que permite relacionar a La Tunda con la fertilidad: su caldera con fuego interior, gases asfixiantes recuerdan a la madre tierra o Diosa de la Fertilidad con las emanaciones volcánicas que usualmente huelen a cobre.

### La Tunda y el Reino Zambo de Esmeraldas
La Tunda a veces adopta la forma de un ser querido, como parecerse a la madre de un niño, con lo que logra atraer al niño hacia el bosque, allí los alimenta con langostinos que ha desarrollado (camarones peídos) para así mantener a sus víctimas dóciles en una especie de estado de trance. Esto es denominado entundamiento y se dice que una persona se encuentra entundado(a).
Las comunidades temen mucho a esta visión, como se le llama, y para que devuelvan a los niños que fueron entundados, realizan rituales afros, se reúnen con los padrinos y llevan el bombo con cánticos alegres, eso hace que la tunda se aleje y deje a sus víctimas libres.Se ha interpretado al entundamiento como un proceso de instrucción ideológica y a la Tunda como la representación de las mujeres cimarronas que huían en busca de la libertad. De esta manera el entundamiento implicaba lograr convencer a las víctimas de que se unan a la causa autonomista en el Reino Zambo de Esmeraldas.De esta manera el "entunde" sería una forma solapada de mantener vivo el proyecto político de los cimarrones. En otras palabras "La idea era desbaratar una sociedad esclavista y construir un proyecto insurgente contra la colonización y la esclavitud".
Esto hizo que la tunda esté relacionada con el "monte". Dentro de los tres lugares sagrados en el litoral: el mar, el río y el monte, la Tunda invitaba a las personas a huir al monte, donde encontrarían libertad.

“En la época de la esclavitud cuando te escapabas, contrataban a mercenarios con escopetas y perros pagados para buscarte, la Tunda venía a ser ese personaje que te incita a ir al monte para proponerte otro estilo de vida, convertida en figura demoníaca gracias a la Iglesia”, sostiene Ibsen. A los esclavos que atrapaban se los castigaba para escarmentarlos y se los azotaba frente a los demás para disuadirlos del escape, explica. Muchos volvían a escapar. Si eran atrapados por segunda vez, les cortaban un pie. Y otra de las características del personaje mítico es que tiene una pierna humana y otra de palo, un molinillo.

De esta manera la Tunda fue una de las maneras en las que se incentivaba a la comunidad a mantenerse separada y libre, a cooperar por el Reino Zambo de Esmeraldas y sabotear los intentos de control por parte de las autoridades de la Real Audiencia de Quito.

## En la literatura
El escritor ecuatoriano Adalberto Ortiz recrea la leyenda como parte de la trama de su cuento La entundada (1971), que trata sobre Numancia, una chica de 14 años que un día desaparece de la casa, por lo que sus familiares intuyen que ha sido raptada por la Tunda. Varios meses después Numancia reaparece, pero portando una gran barriga que su primo asume es a causa de la abundante comida con la que la ha alimentado la Tunda. Cuando el padre de Numancia la ve, se enfurece y la echa de la casa, gritándole que vuelva con la Tunda y aseverando que era igual a su madre, desde hace muchos años atrás ausente del hogar. Numancia sale de la casa llorando y desaparece en medio de la noche.
Además existe una décima dedicada a la Tunda que dice:

Viendo la Tunda bailando

dándose dos miles quiebres,
el Diablo metió la mano
y le cogió el perendengue.

Dijo la Tunda: "¡Ay carajo!"
¿Cuál ha sido ese atrevido?
hoy me voy a querellar
para que me lo castiguen.
El no ha sido mi marido
para que abuse con yo,
todito me lo cogió
con su mano como el Diablo".
Y yo estaba como el loro

viendo la Tunda bailando.